# Heterogonium aspidioides
Heterogonium aspidioides är en ormbunkeart som beskrevs av Presl. Heterogonium aspidioides ingår i släktet Heterogonium och familjen Tectariaceae. Inga underarter finns listade.